# Хуштада (село)
Хуштада (багвал. ХусачI) — село в Цумадинском районе Дагестана.

## Географическое положение
Расположено на левом берегу реки Хуштада.

## Население
| 1869 | 1888 | 1895 | 1926 | 1939 | 1970  | 1989 |
| ---- | ---- | ---- | ---- | ---- | ----- | ---- |
| 401  | ↗728 | ↘664 | ↗813 | ↗945 | ↗1048 | ↘745 |
| 2002 | 2003 | 2004 | 2007 | 2010 | 2021  |      |
| ↗841 | ↗842 | ↗864 | ↗865 | ↘844 | ↗1081 |      |

Население села — багвалинцы. 

## Известные уроженцы
- Асхабов, Асхаб Магомедович — советский и российский учёный-физик, минералог, действительный член Российской академии наук (2011; член-корреспондент с 1997), Председатель Президиума Коми НЦ УрО РАН. Открыл новый минерал, который назвал Котора, что в переводе с хуштадинского — «мяч».[16]